# Pocałunek Almanzora
Pocałunek Almanzora – wywodzący się z Konrada Wallenroda związek frazeologiczny oznaczający naznaczenie kogoś piętnem. Związek ten ma bardzo podobne znaczenie do „pocałunku śmierci”. W twierdzy panowała zaraza, którą pokonany Almanzor podstępnie, przez pocałunek przekazuje zdobywcy.
Fragment powieści poetyckiej, z której wywodzi się „pocałunek Almanzora” to „Ballada Alpuhara”. Strofa brzmi następująco i jest wypowiadana przez Almanzora - króla muzułmanów:
Pocałowaniem wszczepiłem w duszę

Jad, co was będzie pożerać,

Pójdźcie i patrzcie na me katusze:

Wy tak musicie umierać